# Макажой
Макажой (рос. Макажой) — село у Веденському районі Чечні Російської Федерації.
Населення становить 373 особи. Входить до складу муніципального утворення Макажойське сільське поселення.

## Історія
Згідно із законом від 20 лютого 2009 року органом місцевого самоврядування є Макажойське сільське поселення.

## Населення
| 1990 | 2002 | 2010 |
| ---- | ---- | ---- |
| 226  | ↘134 | ↗373 |